# هجرس أكبر أبيض الأنف
الهجرس الأكبر أبيض الأنف (الاسم العلمي:Cercopithecus nictitans) (بالإنجليزية: Greater spot-nosed Monkey)‏ هو نوع من الحيوانات يتبع جنس الهجرس من فصيلة سعادين العالم القديم.